# République de Mahabad
Jan. – déc. 1946
Entités précédentes :
- Iran

Entités suivantes :
- Iran

La république de Mahabad (en persan : جمهوری مهاباد) ou république du Kurdistan est une création éphémère dans le Kurdistan iranien en 1946. Elle est le deuxième État kurde contemporain, après la république de l'Ararat en Turquie. Sa capitale est la ville kurde de Mahabad dans le nord-ouest de l’Iran. Son existence est liée à la crise irano-soviétique entre les États-Unis et l’URSS.

## Présentation
En août 1941, les troupes alliées franchissent les frontières iraniennes lors de l'opération Countenance déclenchée en réaction au refus de l'Iran de se ranger derrière les Alliés, cherchant à empêcher l'Allemagne nazi de s'emparer du pétrole iranien. Les régions pétrolifères du Sud sont occupées par l'Armée britannique, tandis que l’Armée rouge soviétique occupe la province d’Azerbaïdjan, dans le Nord.
Le retrait des troupes iraniennes permet aux Kurdes de déclarer l'indépendance de leur république le 22 janvier 1946 : Qazi Muhammad est président de la République et le Premier ministre est Hadji Baba Sheikh (en). Les Soviétiques se montrent plutôt sceptiques, mais acceptent d'aider la nouvelle république en lui livrant quelques milliers de fusils et une imprimerie.
Bien que l'influence communiste soit très faible, de grands progrès sont accomplis dans le domaine de l’instruction, de l’hygiène publique, des routes. Des livres scolaires furent imprimés en kurde. L’agriculture fut confiée à un département spécial, et le commerce extérieur fut strictement contrôlé. On organisa aussi une armée nationale. Les combattants expérimentés de Moustafa Barzani, qui avaient dû se replier d’Irak, vinrent renforcer le potentiel militaire. 
La république de Mahabad est cependant écrasée moins d'un an plus tard par l’armée iranienne, encouragée et armée par les États-Unis. Après la disparition de la république, Qazi Muhammad, son frère Sadr i Qazi et son cousin Saïf i Qazi sont exécutés en public au centre de Mahabad.
De son côté, Moustafa Barzani, après une marche de cinquante-trois jours, poursuivi par des troupes iraniennes, irakiennes et même turques, réussit à se réfugier en Union soviétique avec près de cinq cents de ses hommes d’armes. Ceux de ses compagnons qui s’étaient rendus aux autorités militaires de l’Irak, lesquelles leur avaient promis la vie sauve, sont pendus le 17 juin 1947.
Archibald Roosevelt, fils du président des États-Unis Theodore Roosevelt, a écrit dans La République kurde de Mahabad, que le principal problème de la république de Mahabad était qu’elle avait besoin de l’aide soviétique. Mais cette alliance avec l’Armée rouge provoqua un désaccord avec de nombreuses tribus kurdes.